# Hardtbahn
| Historische Entwicklung der Hardtbahn |                                                                   |                                                      |                                                    |
| Streckennummer (DB): | 4025 (Kar-Knielingen–Ka-Neureut) 9429 (Nordweststadt–Hochstetten) |                                                      |                                                    |
| Kursbuchstrecke (DB): | 710.1                                                             |                                                      |                                                    |
| Kursbuchstrecke: | 318e (1946)                                                       |                                                      |                                                    |
| Streckenlänge: | 22,5 km                                                           |                                                      |                                                    |
| Spurweite: | 1435 mm (Normalspur)                                              |                                                      |                                                    |
| Streckenklasse: | D4                                                                |                                                      |                                                    |
| Stromsystem: | Nordweststadt–Hochstetten: 750 V =                                |                                                      |                                                    |
| Maximale Neigung: | 29,986 ‰                                                          |                                                      |                                                    |
| Minimaler Radius: | Wendeschleifen: 25 m                                              |                                                      |                                                    |
| Streckengeschwindigkeit: | 80 km/h (LNT) 50 km/h                                             |                                                      |                                                    |
| Zugbeeinflussung: | PZB90 (Knielingen–Neureut) AVG-IMU                                |                                                      |                                                    |
| Zweigleisigkeit: | von Nordweststadt bis km 1,210                                    |                                                      |                                                    |
| |                                                                   |                                                      |                                                    |
| \| \| \| von Mannheim \| \| \| \| \| von Germersheim \| \| \| \| 39,740 \| Graben-Neudorf \| Graben-Neudorf \| \| \| \| nach Bruchsal \| \| \| \| 40,000 \| Pfinz \| Pfinz \| \| \| 40,680 \| nach Karlsruhe \| nach Karlsruhe \| \| \| 40,800 \| Pfinz-Heglach \| Pfinz-Heglach \| \| \| 43,700 \| Alte Bach \| Alte Bach \| \| \| 12,900 45,550 \| Hochstetten (mit Wendeschleife) \| Hochstetten (mit Wendeschleife) \| \| \| 12,700 00,000 \| Hochstetten Altenheim \| Hochstetten Altenheim \| \| \| 12,200 00,000 \| Hochstetten Grenzstraße \| Hochstetten Grenzstraße \| \| \| 11,900 00,000 \| Linkenheim Schulzentrum \| Linkenheim Schulzentrum \| \| \| 46,880 \| Linkenheim \| Linkenheim \| \| \| 11,300 00,000 \| Linkenheim Rathaus \| Linkenheim Rathaus \| \| \| 10,900 00,000 \| BOStrab / EBO \| BOStrab / EBO \| \| \| 10,839 00,000 \| Linkenheim Friedrichstraße \| 108 m \| \| \| 10,444 00,000 \| Linkenheim Süd \| 110 m \| \| \| 9,100 00,000 \| von KIT Campus Nord \| von KIT Campus Nord \| \| \| \| \| \| \| \| 8,516 00,000 \| Leopoldshafen Frankfurter Straße (mit Wendeschleife) \| 111 m \| \| \| \| \| \| \| \| \| Leopoldshafen Nord \| \| \| \| 8,060 00,000 \| Leopoldstraße \| 111 m \| \| \| 50,120 \| Leopoldshafen \| Leopoldshafen \| \| \| 7,189 00,000 \| Leopoldshafen Viermorgen \| 111 m \| \| \| 50,800 \| Pfinz-Entlastungskanal \| Pfinz-Entlastungskanal \| \| \| \| \| \| \| \| 6,569 00,000 \| Schweriner Straße (ehemals Brahmsstraße) \| 112 m \| \| \| 5,828 00,000 \| Spöcker Weg \| 112 m \| \| \| 5,400 00,000 \| Eggenstein Bahnhof \| 112 m \| \| \| 52,550 \| Eggenstein \| Eggenstein \| \| \| 4,873 00,000 \| Eggenstein Süd \| 112 m \| \| \| \| \| \| \| \| 2,900 \| Agl Bundeswehr Zentraler Materiallagerpunkt Heer 2 \| Agl Bundeswehr Zentraler Materiallagerpunkt Heer 2 \| \| \| 2,723 00,000 \| Neureut Kirchfeld (mit Wendeschleife) \| 113 m \| \| \| 2,353 00,000 \| Adolf-Ehrmann-Bad \| 113 m \| \| \| 55,860 \| Neureut \| Neureut \| \| \| 1,755 00,000 \| Bärenweg \| 113 m \| \| \| 1,333 00,000 \| Welschneureuter Straße \| 112 m \| \| \| 56,680 \| \| \| \| \| 1,160 00,000 \| Wechsel Betriebsordnung EBO/BOStrab \| Wechsel Betriebsordnung EBO/BOStrab \| \| \| 0,000 00,000 \| Grenze AVG/VBK (zur Straßenbahn Karlsruhe) \| Grenze AVG/VBK (zur Straßenbahn Karlsruhe) \| \| \| 59,150 \| Siemensallee \| Siemensallee \| \| \| 59,500 \| Anschluss Industriegebiet \| Anschluss Industriegebiet \| \| \| \| Anschluss Siemens \| \| \| \| 59,700 \| Rheinbrückenstraße \| Rheinbrückenstraße \| \| \| 59,984 \| Karlsruhe-Knielingen DB/AVG \| Karlsruhe-Knielingen DB/AVG \| \| \| 60,032 \| von Winden (Pfalz) \| von Winden (Pfalz) \| \| \| \| Karlsruhe-Knielingen (Keilbahnhof) \| \| \| \| 60,400 \| Karlsruhe-Mühlburg (ehemals Bahnhof) \| Karlsruhe-Mühlburg (ehemals Bahnhof) \| \| \| \| nach Karlsruhe Hbf \| \| \| \| \| Neureut-Heide (mit Wendeschleife) \| \| \| \| \| zum Alten Flugplatz (1952–1974) \| \| \| \| \| Heidehof \| \| \| \| \| Duale Hochschule \| \| \| \| \| Lilienthalstraße \| \| \| \| \| Synagoge \| \| \| \| \| Kunstakademie/Hochschule \| \| \| \| \| zum Mühlburger Tor \| \| \| \| \| von Maxau \| \| \| \| \| Kaiserallee \| \| \| \| \| Karlsruhe Mühlburger Tor \| \| \| \| \| nach Karlsruhe Hbf \| \| \| \| \| \| \| \| Quellen: [1][2][3] \| \| \| \| |                                                                   |                                                      |                                                    |
| Strecke |                                                                   | von Mannheim                                         | von Mannheim                                       |
| Abzweig geradeaus und von rechts |                                                                   | von Germersheim                                      | von Germersheim                                    |
| Bahnhof | 39,740                                                            | Graben-Neudorf                                       | Graben-Neudorf                                     |
| Abzweig geradeaus und nach links |                                                                   | nach Bruchsal                                        | nach Bruchsal                                      |
| Brücke über Wasserlauf | 40,000                                                            | Pfinz                                                | Pfinz                                              |
| Abzweig ehemals geradeaus und nach links | 40,680                                                            | nach Karlsruhe                                       | nach Karlsruhe                                     |
| Brücke über Wasserlauf (Strecke außer Betrieb) | 40,800                                                            | Pfinz-Heglach                                        | Pfinz-Heglach                                      |
| Brücke über Wasserlauf (Strecke außer Betrieb) | 43,700                                                            | Alte Bach                                            | Alte Bach                                          |
| U-Bahn-Haltepunkt / Haltestelle Streckenanfang · Haltepunkt / Haltestelle (Strecke außer Betrieb) | 12,900 45,550                                                     | Hochstetten (mit Wendeschleife)                      | Hochstetten (mit Wendeschleife)                    |
| U-Bahn-Haltepunkt / Haltestelle · Strecke (außer Betrieb) | 12,700 00,000                                                     | Hochstetten Altenheim                                | Hochstetten Altenheim                              |
| U-Bahn-Haltepunkt / Haltestelle · Strecke (außer Betrieb) | 12,200 00,000                                                     | Hochstetten Grenzstraße                              | Hochstetten Grenzstraße                            |
| U-Bahn-Haltepunkt / Haltestelle · Strecke (außer Betrieb) | 11,900 00,000                                                     | Linkenheim Schulzentrum                              | Linkenheim Schulzentrum                            |
| U-Bahn-Strecke · Bahnhof (Strecke außer Betrieb) | 46,880                                                            | Linkenheim                                           | Linkenheim                                         |
| U-Bahn-Haltepunkt / Haltestelle · Strecke (außer Betrieb) | 11,300 00,000                                                     | Linkenheim Rathaus                                   | Linkenheim Rathaus                                 |
| U-Bahn-Grenze mit Eisenbahn · Strecke (außer Betrieb) | 10,900 00,000                                                     | BOStrab / EBO                                        | BOStrab / EBO                                      |
| Bahnhof · Strecke (außer Betrieb) | 10,839 00,000                                                     | Linkenheim Friedrichstraße                           | 108 m                                              |
| Haltepunkt / Haltestelle · Strecke (außer Betrieb) | 10,444 00,000                                                     | Linkenheim Süd                                       | 110 m                                              |
| Abzweig geradeaus und von links · Kreuzung (Strecke geradeaus außer Betrieb) | 9,100 00,000                                                      | von KIT Campus Nord                                  | von KIT Campus Nord                                |
| |                                                                   |                                                      |                                                    |
| Haltepunkt / Haltestelle · Strecke (außer Betrieb) | 8,516 00,000                                                      | Leopoldshafen Frankfurter Straße (mit Wendeschleife) | 111 m                                              |
| |                                                                   |                                                      |                                                    |
| Dienststation / Betriebs- oder Güterbahnhof · Strecke (außer Betrieb) |                                                                   | Leopoldshafen Nord                                   | Leopoldshafen Nord                                 |
| Haltepunkt / Haltestelle · Strecke (außer Betrieb) | 8,060 00,000                                                      | Leopoldstraße                                        | 111 m                                              |
| Strecke · Bahnhof (Strecke außer Betrieb) | 50,120                                                            | Leopoldshafen                                        | Leopoldshafen                                      |
| Haltepunkt / Haltestelle · Strecke (außer Betrieb) | 7,189 00,000                                                      | Leopoldshafen Viermorgen                             | 111 m                                              |
| Brücke über Wasserlauf · Brücke über Wasserlauf (Strecke außer Betrieb) | 50,800                                                            | Pfinz-Entlastungskanal                               | Pfinz-Entlastungskanal                             |
| Strecke nach links · Abzweig ehemals geradeaus und von rechts |                                                                   |                                                      |                                                    |
| Haltepunkt / Haltestelle | 6,569 00,000                                                      | Schweriner Straße (ehemals Brahmsstraße)             | 112 m                                              |
| Haltepunkt / Haltestelle | 5,828 00,000                                                      | Spöcker Weg                                          | 112 m                                              |
| Haltepunkt / Haltestelle | 5,400 00,000                                                      | Eggenstein Bahnhof                                   | 112 m                                              |
| Dienststation / Betriebs- oder Güterbahnhof | 52,550                                                            | Eggenstein                                           | Eggenstein                                         |
| Haltepunkt / Haltestelle | 4,873 00,000                                                      | Eggenstein Süd                                       | 112 m                                              |
| Abzweig geradeaus und ehemals nach links · Strecke von rechts (außer Betrieb) |                                                                   |                                                      |                                                    |
| Abzweig geradeaus und von links · Kreuzung (Strecke geradeaus außer Betrieb) | 2,900                                                             | Agl Bundeswehr Zentraler Materiallagerpunkt Heer 2   | Agl Bundeswehr Zentraler Materiallagerpunkt Heer 2 |
| Haltepunkt / Haltestelle · Strecke (außer Betrieb) | 2,723 00,000                                                      | Neureut Kirchfeld (mit Wendeschleife)                | 113 m                                              |
| Haltepunkt / Haltestelle · Strecke (außer Betrieb) | 2,353 00,000                                                      | Adolf-Ehrmann-Bad                                    | 113 m                                              |
| Dienststation / Betriebs- oder Güterbahnhof · Haltepunkt / Haltestelle (Strecke außer Betrieb) | 55,860                                                            | Neureut                                              | Neureut                                            |
| Haltepunkt / Haltestelle · Strecke (außer Betrieb) | 1,755 00,000                                                      | Bärenweg                                             | 113 m                                              |
| Haltepunkt / Haltestelle · Strecke (außer Betrieb) | 1,333 00,000                                                      | Welschneureuter Straße                               | 112 m                                              |
| Strecke von links · Abzweig geradeaus und nach rechts · Strecke (außer Betrieb) | 56,680                                                            |                                                      |                                                    |
| Strecke · Grenze mit U-Bahn · Strecke (außer Betrieb) | 1,160 00,000                                                      | Wechsel Betriebsordnung EBO/BOStrab                  | Wechsel Betriebsordnung EBO/BOStrab                |
| Strecke · U-Bahn-Grenze · Strecke (außer Betrieb) | 0,000 00,000                                                      | Grenze AVG/VBK (zur Straßenbahn Karlsruhe)           | Grenze AVG/VBK (zur Straßenbahn Karlsruhe)         |
| Kreuzung mit U-Bahn geradeaus unten · Strecke (außer Betrieb) | 59,150                                                            | Siemensallee                                         | Siemensallee                                       |
| Abzweig geradeaus und ehemals nach links · Strecke (außer Betrieb) | 59,500                                                            | Anschluss Industriegebiet                            | Anschluss Industriegebiet                          |
| Abzweig geradeaus und ehemals von rechts · Strecke (außer Betrieb) |                                                                   | Anschluss Siemens                                    | Anschluss Siemens                                  |
| Kreuzung mit U-Bahn geradeaus unten · Strecke (außer Betrieb) | 59,700                                                            | Rheinbrückenstraße                                   | Rheinbrückenstraße                                 |
| Grenze · Strecke (außer Betrieb) | 59,984                                                            | Karlsruhe-Knielingen DB/AVG                          | Karlsruhe-Knielingen DB/AVG                        |
| Abzweig geradeaus und von rechts · Strecke (außer Betrieb) | 60,032                                                            | von Winden (Pfalz)                                   | von Winden (Pfalz)                                 |
| Bahnhof · Strecke (außer Betrieb) |                                                                   | Karlsruhe-Knielingen (Keilbahnhof)                   | Karlsruhe-Knielingen (Keilbahnhof)                 |
| Haltepunkt / Haltestelle · Strecke (außer Betrieb) | 60,400                                                            | Karlsruhe-Mühlburg (ehemals Bahnhof)                 | Karlsruhe-Mühlburg (ehemals Bahnhof)               |
| Strecke · Strecke (außer Betrieb) |                                                                   | nach Karlsruhe Hbf                                   | nach Karlsruhe Hbf                                 |
| U-Bahn-Haltepunkt / Haltestelle |                                                                   | Neureut-Heide (mit Wendeschleife)                    | Neureut-Heide (mit Wendeschleife)                  |
| U-Bahn-Abzweig mit Eisenbahn geradeaus und ehemals nach rechts |                                                                   | zum Alten Flugplatz (1952–1974)                      | zum Alten Flugplatz (1952–1974)                    |
| U-Bahn-Haltepunkt / Haltestelle |                                                                   | Heidehof                                             | Heidehof                                           |
| U-Bahn-Haltepunkt / Haltestelle |                                                                   | Duale Hochschule                                     | Duale Hochschule                                   |
| U-Bahn-Haltepunkt / Haltestelle |                                                                   | Lilienthalstraße                                     | Lilienthalstraße                                   |
| U-Bahn-Haltepunkt / Haltestelle |                                                                   | Synagoge                                             | Synagoge                                           |
| U-Bahn-Haltepunkt / Haltestelle |                                                                   | Kunstakademie/Hochschule                             | Kunstakademie/Hochschule                           |
| Abzweig mit U-Bahn ehemals geradeaus und nach rechts |                                                                   | zum Mühlburger Tor                                   | zum Mühlburger Tor                                 |
| Abzweig geradeaus und von rechts (Strecke außer Betrieb) |                                                                   | von Maxau                                            | von Maxau                                          |
| Kreuzung mit U-Bahn (Strecke geradeaus außer Betrieb) |                                                                   | Kaiserallee                                          | Kaiserallee                                        |
| Bahnhof (Strecke außer Betrieb) |                                                                   | Karlsruhe Mühlburger Tor                             | Karlsruhe Mühlburger Tor                           |
| Strecke (außer Betrieb) |                                                                   | nach Karlsruhe Hbf                                   | nach Karlsruhe Hbf                                 |
| |                                                                   |                                                      |                                                    |
| Quellen: |                                                                   |                                                      |                                                    |

Die Hardtbahn ist eine Bahnstrecke in der Region Karlsruhe, die in ihrem ursprünglichen Verlauf Graben-Neudorf mit Karlsruhe verband und 1870 als Teil der Bahnstrecke Mannheim–Rastatt gebaut wurde. Nachdem im Zuge der 1895 eröffneten strategischen Bahn Graben-Neudorf–Blankenloch–Karlsruhe eine kürzere Verbindung geschaffen wurde, geriet der von da an als „Hardtbahn“ bezeichnete Abschnitt Karlsruhe–Eggenstein–Graben-Neudorf verkehrlich ins Abseits und wurde zur Nebenbahn degradiert. Da die Nachfrage im Personenverkehr nach dem Zweiten Weltkrieg deutlich gesunken war, wurde dieser 1967 eingestellt und in der Folgezeit der Abschnitt Graben-Neudorf–Leopoldshafen abgebaut. Der Begriff „Hardtbahn“ rührt vom Hardtwald her, an dessen westlichem Rand die Strecke verläuft.
1979 wurde der im Karlsruher Stadtteil Neureut gelegene Abschnitt unter Regie der Albtal-Verkehrs-Gesellschaft (AVG) in die Stadtbahn Karlsruhe integriert, die 1986 bis Leopoldshafen und 1989 bis Hochstetten erweitert wurde. Dabei wurden in Leopoldshafen, Linkenheim und Hochstetten ortsnahe Trassen gebaut.

## Streckenverlauf

### Hardtbahn (seit 1979)
Nach der tiefliegenden Haltestelle „Haus Bethlehem“ wechselt die Betriebsart der Strecke von der Straßenbahn-Bau- und Betriebsordnung (BOStrab) zur Eisenbahn-Bau- und Betriebsordnung (EBO). Nachdem die Strecke wieder auf Straßenniveau angekommen ist, überquert sie mittels einer „Soda-Brücke“ die geplante, aber nie realisierte Straßen-Trasse für die Nordtangente. Anschließend fädelt sie nach einer S-Kurve in die alte Hardtbahntrasse ein und folgt ihr bis Eggenstein, die sie kurz vor der Überquerung des Pfinz-Entlastungskanals wieder verlässt, um die Ortsmitte von Leopoldshafen zu erschließen. Zwischen Leopoldshafen und Linkenheim kommt sie für wenige Meter noch einmal an die alte Streckenführung heran, fährt anschließend jedoch durch den Ortskern von Linkenheim, um in Hochstetten am dortigen Neubaugebiet „Langer Berg“ zu enden.

### Historische Hardtbahn (bis 1967/1979)
Vom Karlsruher Hauptbahnhof aus kommend benutzten die Züge der Hardtbahn ab 1913 bis Mühlburg zunächst die Bahnstrecke Winden–Karlsruhe. Im Mühlburger Bahnhof zweigte die Hardtbahn schließlich nach rechts ab. Anschließend führt sie geradlinig durch das Industriegebiet von Knielingen und überquert danach die Bundesstraße 36; kurz vor Neureut mündet die neue Strecke auf die alte Trasse und verläuft mit ihr bis Eggenstein gemeinsam. Allerdings wurde über die B36 eine neue Brücke erbaut. Ab Leopoldshafen ist die „alte Hardtbahn“ abgebaut, jedoch ist der Gleiskörper am Leopoldshafener Ortsrand noch gut zu erkennen. In Linkenheim ist die Trasse ab der Bahnhofstraße mittlerweile überbaut. Danach passiert die Trasse den äußersten östlichen Rand von Hochstetten, um den Hardtwald zu durchqueren, wo die Trasse erneut auszumachen ist, um einige Kilometer weiter den Bahnhof Graben-Neudorf zu erreichen.
Bis 1913 zweigte die Hardtbahn im Bahnhof Mühlburger Tor von der Maxaubahn ab und folgte von dort aus in nördlicher Richtung der Erzbergerstraße durch die Karlsruher Nordstadt, die damals mitten im Hardtwald lag. Danach verlief sie noch einige Kilometer durch damals unbebautes Gebiet, auf dem sich heute die erst nach dem Zweiten Weltkrieg entstandenen Neureuter Ortsteile Heide- und Kirchfeldsiedlung befinden, um nördlich von Neureut die ebenfalls nach 1913 benutzte Trasse zu erreichen.

### Relikte der alten Hardtbahn

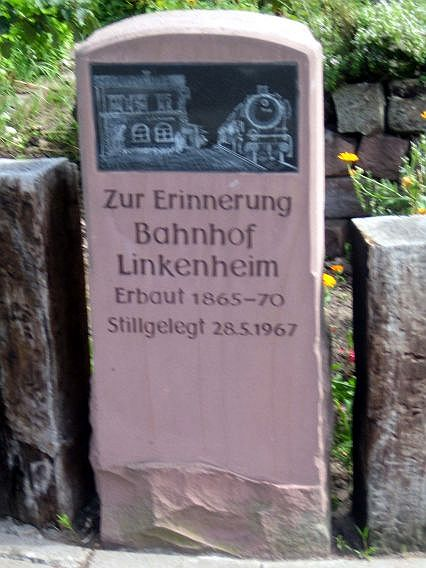
Gedenkstein an den Bahnhof Linkenheim

Vom ehemaligen Bahnhof von Neureut, welcher sich zwischen den heutigen Haltepunkten „Bärenweg“ und „Adolf-Ehrmann-Bad“ befand, steht noch gut zu erkennen das ehemalige Empfangsgebäude, das inzwischen privat genutzt wird. Auch Reste des Bahnsteiges sind noch vorhanden.
Auch das Bahnhofsgebäude des Eggensteiner Bahnhofs ist inzwischen verkauft worden. Zwischen dem Eggensteiner Bahnhof und dem Haltepunkt „Eggenstein Süd“ befinden sich noch zwei elektrifizierte Abstellgleise, an deren Ende sich bis Anfang der 1980er Jahre ein hölzerner Güterschuppen befand. 1986 errichtete die AVG an seiner Stelle ein Freilager. In Leopoldshafen ist der Gleisschotter der früheren Trasse noch vorhanden, ebenso sind an einem früheren Bahnübergang am nördlichen Ortsrand noch Gleise zu erkennen.
In Linkenheim, wo die Trasse größtenteils überbaut ist, erinnert ein Gedenkstein an den einstigen Bahnhof, ferner wird mit der „Bahnhofstraße“ und einer weiteren Straße namens „An der Bahn“ die Erinnerung an den Trassenverlauf wachgehalten. Zwischen Graben-Neudorf und Hochstetten wich die frühere Bahnstrecke einem Feldweg. In diesem Bereich sind noch mehrere kleine Brückenbauwerke vorhanden, die einst von der Bahnstrecke benutzt wurden. Außerdem ist im Bahnhof von Graben-Neudorf der Bahnsteig, von dem die Züge der Hardtbahn ab 1895 abfuhren, noch vorhanden. Heute (2015) verkehren von diesem Bahnsteig einzelne Regionalbahnen nach Karlsruhe über Blankenloch.
Die Trasse innerhalb des Karlsruher Stadtgebietes ist heute noch größtenteils gut zu erkennen. Durch die Erzbergerstraße verläuft seit Mai 2006 die Karlsruher Straßenbahnlinie 3 („Nordstadtbahn“) auf der damaligen Trasse der Hardtbahn durch die Karlsruher Nordstadt bis nach Neureut-Heide. Zwischen Neureut-Heide und Neureut-Kirchfeld befindet sich außerdem noch die Straße „Alte Bahnlinie“, die somit an den einstigen Streckenverlauf erinnert.
Das alte Gleis zwischen der Bahnstrecke Winden–Karlsruhe und Eggenstein, das durch das Industriegebiet von Knielingen führt, ist nach wie vor vorhanden, wird aber nur noch selten genutzt für den Abtransport radioaktiver Abfälle aus dem ehemaligen Kernforschungszentrum, dem heutigen KIT Campus Nord, und Transporte zum Bundeswehrlager in Neureut-Kirchfeld, sowie für Dampfsonderzüge zum Tag des offenen Denkmals.

## Geschichte

### Eröffnung und erste Jahre (1870–1890)

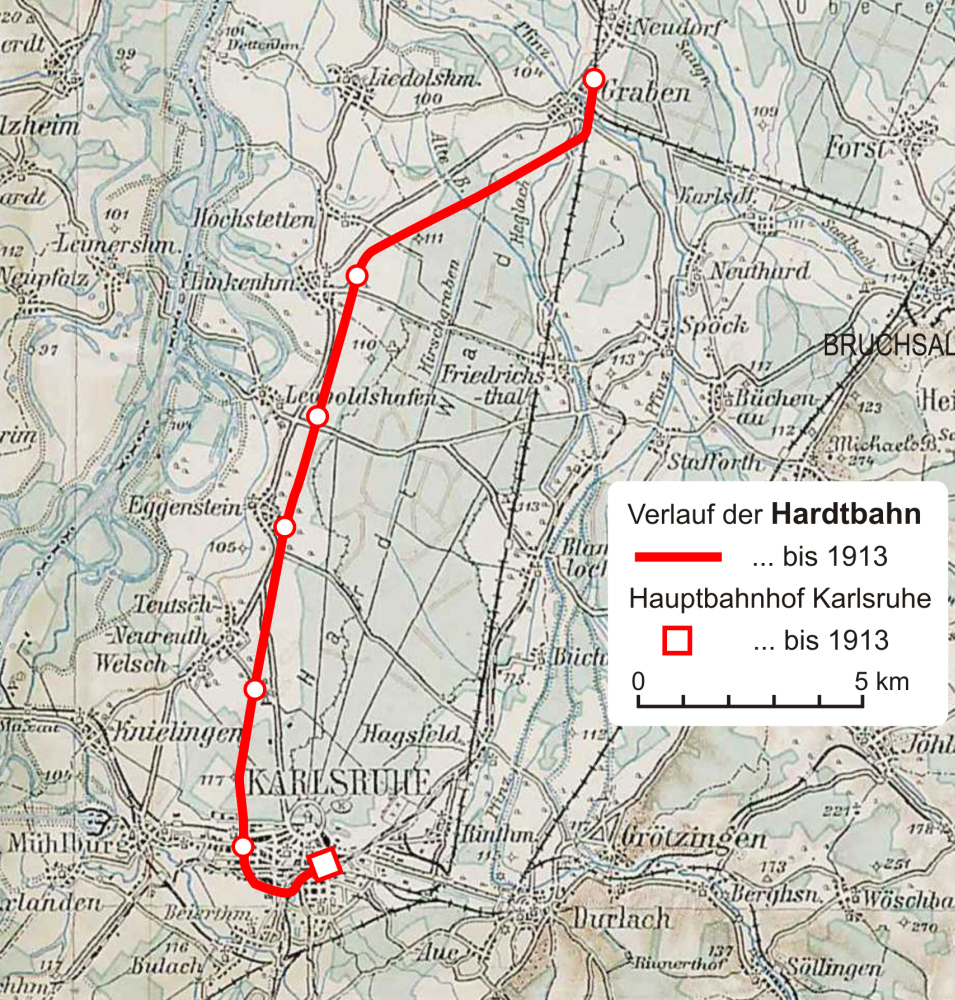
Verlauf der Hardtbahn bis 1913

Die Badische Hauptbahn wurde ab 1840 von Mannheim über Heidelberg nach Karlsruhe und von dort aus weiter bis 1855 nach Basel und später bis nach Konstanz gebaut. Insbesondere der Stadt Mannheim war jedoch der Umweg über Heidelberg ein Dorn im Auge, da ihr natürliches Einzugsgebiet, welches sich unmittelbar am Rhein um die Städte Schwetzingen und Hockenheim befand, links liegen geblieben war.
Anschließend gab es eine heftige Diskussion über die Streckenführung des südlichen Teils: Den Plänen, die Bahn über Linkenheim, Eggenstein und Neureut zum Bahnhof Karlsruhe Mühlburger Tor zu führen, wo sie in die zum Karlsruher Hauptbahnhof führende Maxaubahn einmünden sollte, gab der badische Großherzog Friedrich I. gegenüber Bestrebungen, die Strecke über den Osten der Stadt verlaufen zu lassen, Vorrang. Dabei wurde in Kauf genommen, dass auf der Strecke kein Durchgangsverkehr in Nord-Süd-Richtung möglich war, da dieser weiterhin über die Strecke Heidelberg–Karlsruhe verlaufen sollte.
Deshalb wurde am 4. August 1870 die Eisenbahnstrecke Mannheim – Schwetzingen – Graben-Neudorf – Eggenstein – Karlsruhe durch den Hardtwald eröffnet, die zunächst als „Rheinbahn“ bezeichnet wurde. Nullkilometer der ursprünglichen Hardtbahn ist deshalb der Mannheimer Hauptbahnhof.

### Weitere Entwicklung und Stilllegung (1890–1967)
Da fest damit gerechnet wurde, dass bald wieder eine militärische Auseinandersetzung mit Frankreich kommen würde, gab es Bestrebungen, strategische Bahnlinien zu errichten. Vor diesem Hintergrund forderte vor allem der deutsche Generalstab eine Bahnstrecke der Route Graben-Neudorf – Blankenloch – Karlsruhe – Durmersheim – Rastatt – Rœschwoog – Haguenau, die im Jahr 1895 eröffnet wurde. Da diese Route über Blankenloch der kürzere und direktere Weg war, verkehrten die Züge von Mannheim über Schwetzingen nach Karlsruhe fortan über diese strategische Bahnlinie. Auf dem seitdem als „Hardtbahn“ bezeichneten Streckenabschnitt Karlsruhe – Eggenstein – Graben-Neudorf gab es somit keine durchgehenden Züge bis Mannheim mehr, stattdessen endeten sie in Graben-Neudorf.

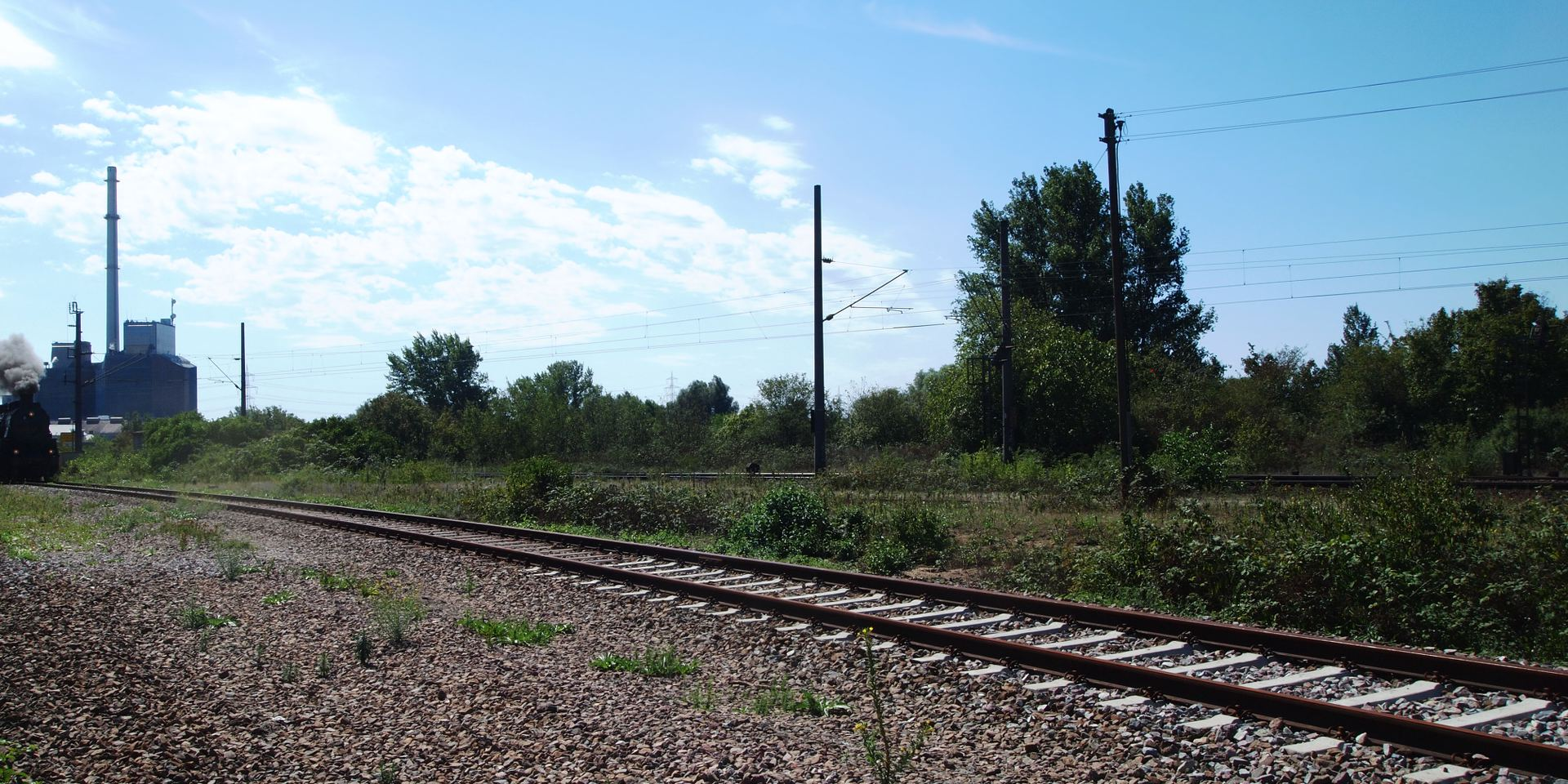
Einmündung in die Maxaubahn, 2015

Im Jahr 1900 wurde beschlossen, den Karlsruher Hauptbahnhof, der sich damals in der Stadtmitte beim Ettlinger Tor befand, an den damaligen südlichen Stadtrand zu verlegen, was 1913 vollzogen wurde. Somit änderte sich die Trasse der Hardtbahn innerhalb der Stadt Karlsruhe und dem damals selbständigen Neureut. Es entstand damals eine 8,0 Kilometer lange Neubaustrecke vom Bahnhof Eggenstein zum Bahnhof Karlsruhe-Mühlburg an der Bahnstrecke Winden–Karlsruhe, auf der die Züge der Hardtbahn auch den neuen Karlsruher Hauptbahnhof erreichten. In diesem Zusammenhang erhielt auch Neureut einen neuen Bahnhof, der etwas westlich der ursprünglichen Trasse lag.
Da die Fahrgastzahlen der Hardtbahn, die im Kursbuch zuletzt unter der Streckennummer 300e verzeichnet war, seit 1950 kontinuierlich sanken, wurde am 28. Mai 1967 der Personenverkehr auf der Strecke eingestellt. Zwischen Graben-Neudorf und dem Abzweig der Bahnstrecke Leopoldshafen–KIT Campus Nord, der sich zwischen Leopoldshafen und Linkenheim befindet, wurde sie anschließend abgebaut. Lediglich der Güterverkehr zu den US-Kasernen in Neureut und zum ehemaligen Kernforschungszentrum bewahrten den Abschnitt zwischen KA-Mühlburg und Kernforschungszentrum vor der Stilllegung. Zwischen 1952 und 1974 existierte außerdem noch ein Gleisanschluss zum US-Versorgungszentrum am Alten Flugplatz an der bis 1913 genutzten Trasse.

### Beginn des Stadtbahnbetriebs (1967–1979)

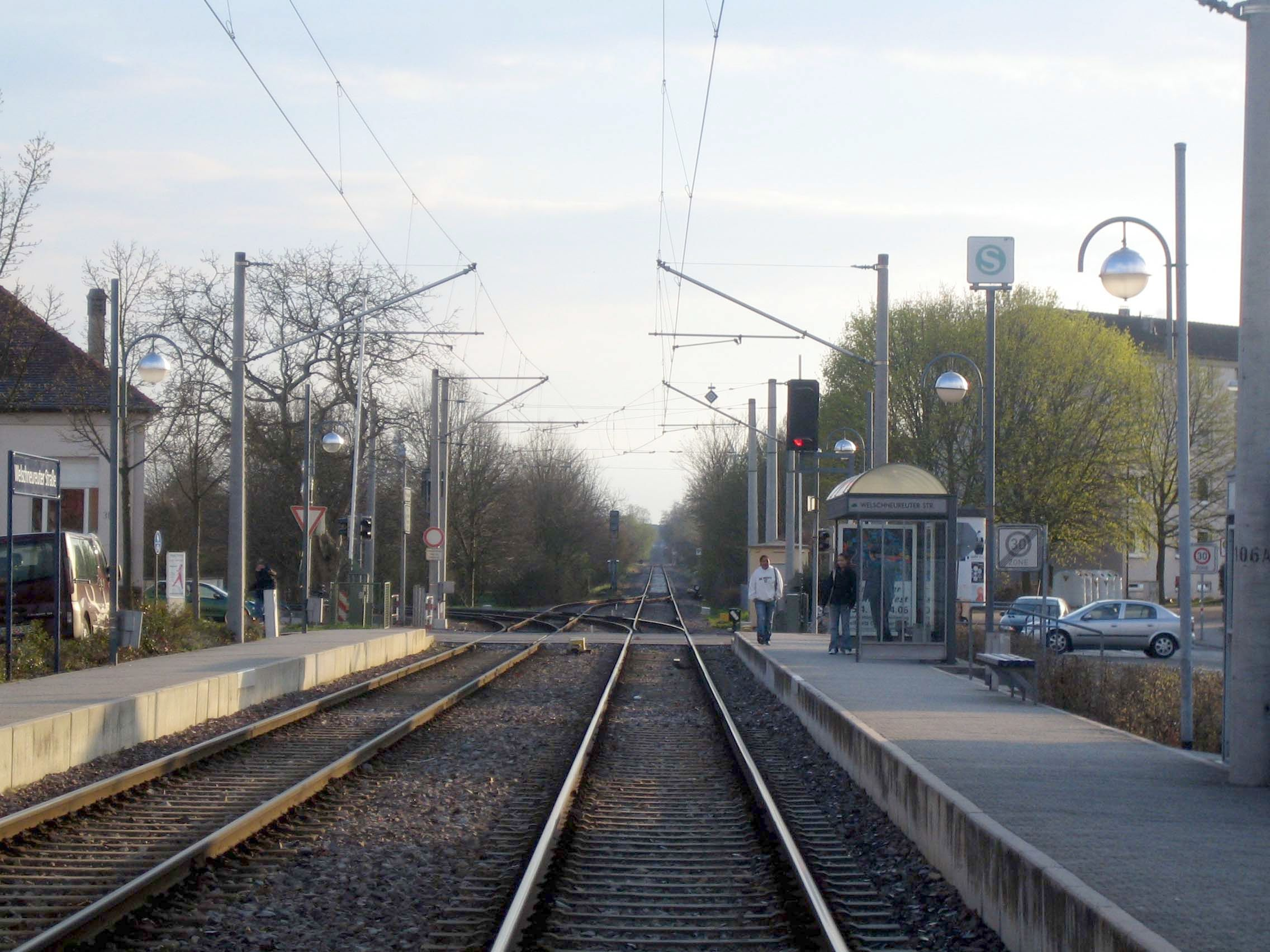
Haltepunkt „Welschneureuter Straße“: links zweigt die Trasse von 1979 in Richtung Innenstadt ab, geradeaus verläuft die alte Trasse in Richtung Mühlburg

Nachdem Neureut 1975 nach Karlsruhe eingemeindet worden war, wurde daraufhin ein Anschluss an die Straßenbahn Karlsruhe vertraglich vereinbart. Eigens hierfür wurde östlich der Hardtbahn eine so genannte Freihaltetrasse in einem Neureuter Neubaugebiet festgelegt.
Da die Hardtbahn Neureut jedoch deutlich zentraler erschloss als die Freihaltetrasse, kam die Idee auf, diese für den Bahnbetrieb zu verwenden. Hierfür sollte die von der AVG betriebene Linie A, die seit 1978 von der Albtalbahn beziehungsweise der Bahnstrecke Busenbach–Ittersbach her kommend in der Karlsruher Nordweststadt endete, nach Neureut verlängert werden.
Es folgten langwierige und schwierige Verhandlungen zwischen der AVG und der DB. Die ursprünglich für den Straßenbahnanschluss vorgesehene Freihaltetrasse ist bis heute nicht bebaut und somit noch deutlich zu erkennen. Am 23. Dezember 1977 wurde schließlich ein Vertrag zwischen Deutscher Bundesbahn (DB) und AVG vereinbart, der der AVG die Mitbenutzung der DB-Güterstrecke in Neureut gewähren sollte. Die Triebwagen der AVG erwiesen sich bei einer Untersuchung als streckentauglich. Anschließend begannen die Bauarbeiten.
Am 5. Oktober 1979 konnte der umgebaute Streckenabschnitt nach Neureut eröffnet werden. Vom Haltepunkt „Welschneureuter Straße“ bis zur vorläufigen Endstation „Neureut Kirchfeld“ verkehrte die Linie A dabei auf den Gleisen der Hardtbahn. Die Züge verkehrten zunächst im 20-Minuten-Takt nach Neureut. Diese Verlängerung einer innerstädtischen Straßenbahnstrecke auf einer ehemaligen Trasse der Deutschen Bundesbahn war einer der Entwicklungsschritte des „Karlsruher Modells“.

### Verlängerung nach Leopoldshafen und Hochstetten (1979–1989)

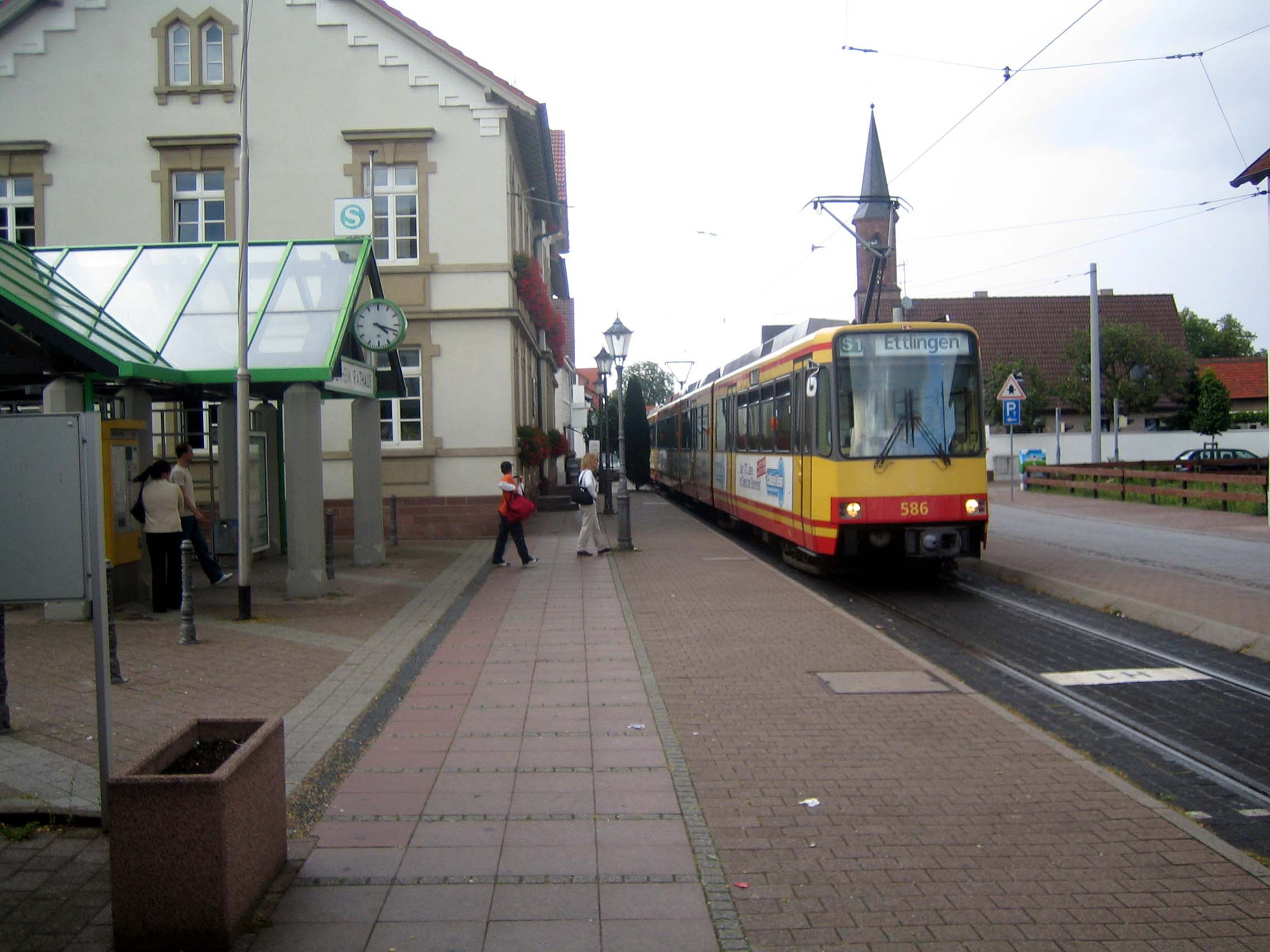
Haltestelle „Linkenheim Rathaus“

Am 2. Juli 1982 wurde zwischen der Stadt Karlsruhe und den Gemeinden Eggenstein-Leopoldshafen und Linkenheim-Hochstetten ein Vertrag geschlossen, der vorsah, die Linie A bis nach Hochstetten zu verlängern.
1982 übernahm die Stadt Karlsruhe die Strecke ab der Einfädelung der Straßenbahnstrecke von der DB. Der Güterverkehr wurde jedoch weiter von der DB bedient. Am 1. Januar 1987 ging die gesamte Strecke ab der Straßenbahnschleife Nordweststadt bis Neureut in das Eigentum der AVG über.
Im Jahr 1983 wurden Stadtbahnwagen angeschafft, die im August desselben Jahres die zuvor auf der Linie A eingesetzten älteren Gelenktriebwagen ersetzten. Die neuen Wagen hatten ein wesentlich höheres Fassungsvermögen.
Im November 1985 begann der Umbau der Hardtbahn zwischen Neureut und Leopoldshafen. Am 13. Dezember 1986 erfolgte die Eröffnung dieses Abschnittes. Bis Eggenstein folgt er der Trasse der alten Hardtbahn, in Leopoldshafen führt er durch die Ortsmitte. In den Jahren 1987 und 1988 wurden außerdem im Zuge eines so genannten „Bahnhofsprogramms“ mehrere Bahnsteige auf der Hardtbahn auf 38 Zentimeter erhöht, um den Fahrgästen einen einfacheren Einstieg in die Fahrzeuge zu ermöglichen und so den Fahrgastwechsel zu beschleunigen.
Am 3. Juni 1989 wurde die Linie A schließlich bis nach Hochstetten verlängert. Die ursprünglichen Planungen hatten vorgesehen, ab Leopoldshafen zunächst wieder die alte Trasse zu verwenden, um anschließend sowohl Linkenheim als auch Hochstetten mittels einer neuen Trasse besser zu erschließen. Letztendlich wurde die neue Strecke komplett durch die Ortsmitte von Linkenheim auf der vormaligen Bundesstraße 36 gebaut, die auf eine Umgehungsstraße verlegt worden war, was bis heute immer wieder aufgrund der beengten Platzverhältnisse im Ortskern für Konflikte mit dem Individualverkehr sorgt.

### Weiterer Ausbau (1989–1997)

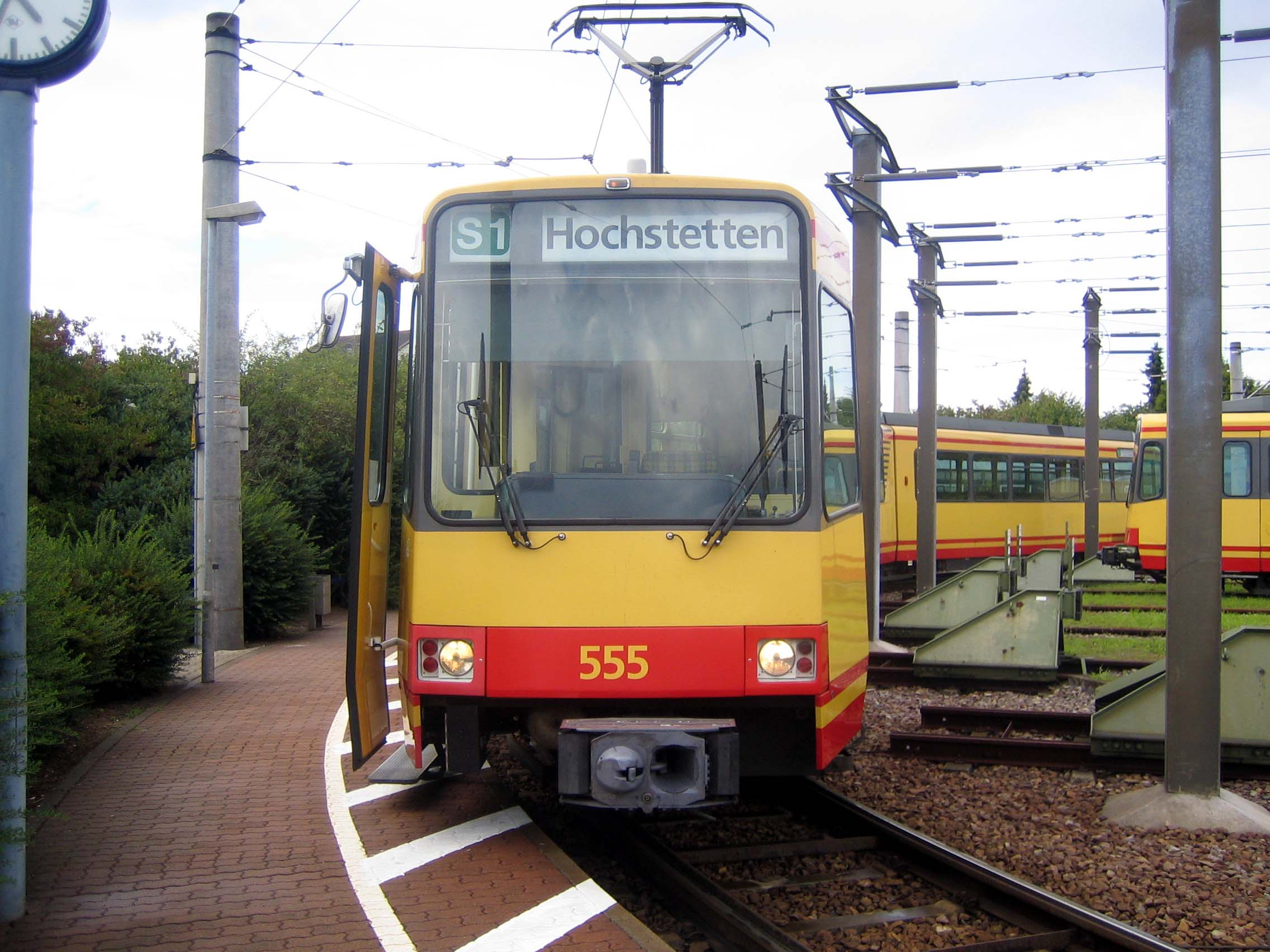
Endstation „Hochstetten“ im Jahr 2005; Anfang 2008 wurde der Bahnsteig verlegt, da die Kurvenlage ungünstig war

Anfang 1990 wurde vereinbart, die Güterzüge zum Forschungszentrum künftig durch die Ortsmitte von Leopoldshafen fahren zu lassen, so dass die alte Trasse zwischen Eggenstein und dem Abzweig zum Forschungszentrum 1990 überflüssig und deshalb in der Folgezeit abgebaut wurde. Auf ihr war in Leopoldshafen zuletzt längere Zeit eine Dampflokomotive abgestellt. Offiziell stillgelegt wurde der betreffende Abschnitt erst am 27. Mai 1997.
1990 wurde die Strecke im Bereich des Bahnhofs Neureut zweigleisig ausgebaut, 1992 folgte in Leopoldshafen der Streckenabschnitt zwischen dem Haltepunkt „Frankfurter Straße“ und der Wendeschleife, der den Betriebsbahnhof Leopoldshafen Nord bildet. Anfang 1993 wurde der Bahnhof Eggenstein mit dem zweigleisigen Ausbau des Abschnitts zwischen den Haltepunkten „Eggenstein Bahnhof“ und „Eggenstein Schweriner Straße (ehemals Brahmsstraße)“ nach Norden verlängert. Die Einfahrweichen des Bahnhofs sind öldruckverzögerte Rückfallweichen.
1994 wurde die Linie A in Zusammenhang mit der Gründung des Karlsruher Verkehrsverbundes (KVV) in „S1“ (für die Zugläufe Hochstetten – Bad Herrenalb) und „S11“ (für die Zugläufe Hochstetten – Ittersbach) umbenannt. Zum Jahreswechsel 1995/1996 ging im Süden von Eggenstein der neue Haltepunkt „Eggenstein Süd“ in Betrieb, und das zweite Gleis, das bisher nur bis zum Haltepunkt „Eggenstein Bahnhof“ reichte, wurde bis zum neuen Haltepunkt verlängert, so dass die Hardtbahn in Eggenstein seither durchgehend zweigleisig befahrbar ist.
1997 wurde der Abschnitt zwischen dem Haltepunkt „Neureut Kirchfeld“ und der Brücke über die Bundesstraße 36 zweigleisig ausgebaut; seither ist die Strecke zwischen Neureut und Eggenstein nur noch auf einer Länge von etwa 500 Metern eingleisig. Die durch die neuen zweigleisigen Abschnitte verlängerten Bahnhöfe ermöglichten einen stabileren Fahrplan auf der gesamten Strecke und so genannte „fliegende Zugkreuzungen“, bei denen die sich begegnende Züge nicht anhalten müssen.

### Weitere Entwicklung (seit 1998)

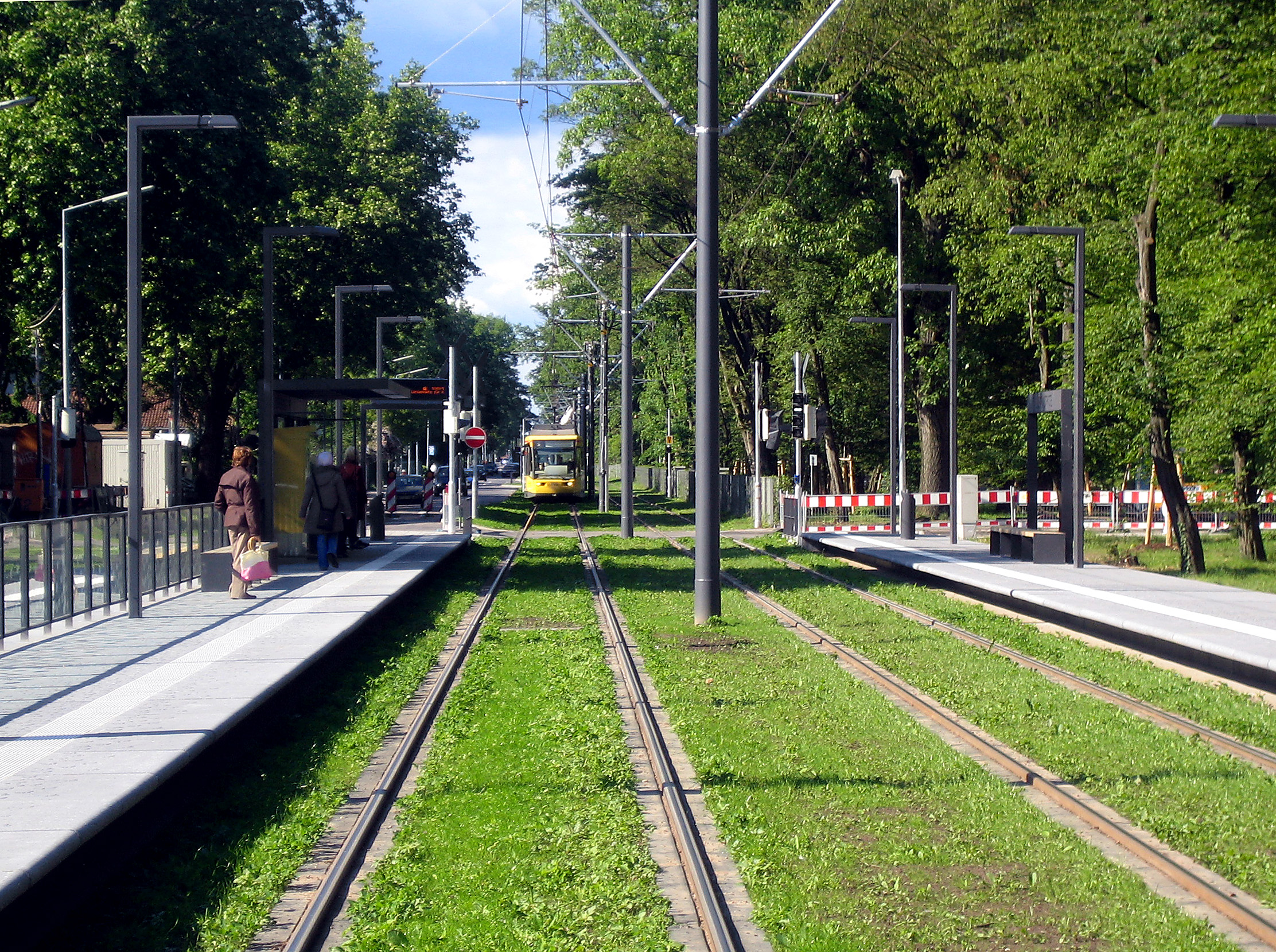
2006 eröffnete Straßenbahntrasse in der Karlsruher Nordstadt auf der zwischen 1870 und 1913 genutzten alten Hardtbahn-Trasse

Als weitere Ertüchtigungsmaßnahme ersetzte die AVG in Neureut und zwischen Neureut und Eggenstein die verbliebenen Gleisreste aus DB-Zeiten, die zum Teil noch rund 100 Jahre alt gewesen waren, durch neue Gleise. Um die Betriebsführung zu erleichtern, kaufte die AVG der DB in der Folgezeit die gesamte Strecke einschließlich der Güterverbindungsstrecke Neureut–Mühlburg ab und ist seitdem ebenso für die Abwicklung des verbliebenen Güterverkehrs auf der Hardtbahn verantwortlich.
In den 2000er Jahren ereigneten sich auf der Hardtbahn zwei tödliche Unfälle: Ende 2003 erfasste ein Zug eine Schülerin am Haltepunkt „Leopoldshafen Viermorgen“, anderthalb Jahre später spielte sich in Linkenheim am Haltepunkt „Schulzentrum“ ein ähnlicher Vorfall mit tödlichem Ende ab. An beiden Haltepunkten wurden Gedenkstätten an die jeweiligen Todesopfer errichtet. Als Konsequenz aus diesen Todesfällen wurden an den Bahnsteigen verstärkt Hinweistafeln angebracht, die auf Unfallgefahren hinweisen.
Bestrebungen, die Hardtbahn über die beiden Dettenheimer Ortsteile Liedolsheim und Rußheim bis nach Philippsburg zu verlängern, konnten bisher noch nicht in die Tat umgesetzt werden, und es ist offen, ob diese Verlängerung überhaupt realisiert wird. Lange Zeit, so die Aussage des langjährigen AVG-Vorsitzenden Dieter Ludwig, habe es nur „grobe Zeichnungen mit dem Filzstift“ gegeben. Vor einigen Jahren gab es einige Voruntersuchungen, die zwei Varianten als Lösungen ergaben: Beide sollen die bestehende Trasse kurz vor der Haltestelle „Hochstetten Altenheim“ verlassen und etwa fünfhundert Meter weiter geradeaus verlaufen. Die bestehende Haltestelle müsste entsprechend verlegt werden. Während die eine Variante durch die Ortsmitten von Hochstetten und Liedolsheim verlaufen soll, soll die andere nur die jeweiligen Ortsränder passieren. Beide sollen in Hochstetten noch eine und in Liedolsheim insgesamt zwei Haltepunkte erhalten. Ab Rußheim verlaufen beide Varianten gemeinsam, bis sie am Philippsburger Bahnhof der Bruhrainbahn enden. Die erste Variante hat den Nachteil, dass die Fahrzeiten gegenüber der heutigen Buslinie 192 (Hochstetten–Dettenheim–Philippsburg) nur minimal kürzer wären, so hat die Ortsrand-Variante eine geringere Erschließungswirkung. Da mittlerweile die Ortsmitte von Hochstetten saniert wurde, ist heute allenfalls noch mit der Realisierung der Ortsrand-Variante zu rechnen.
Auf einem Abschnitt der alte Trasse innerhalb von Karlsruhe, die zwischen 1870 und 1913 benutzt wurde, nahmen die Verkehrsbetriebe Karlsruhe im Mai 2006 die Nordstadtbahn in Betrieb.
Die Strecke ist mit den Zugbeeinflussungssystemen Induktive Meldeübertragung und Punktförmige Zugbeeinflussung ausgerüstet. Die Albtal-Verkehrs-Gesellschaft kündigte eine Umstellung auf Communication-Based Train Control ab 2029 an, mit dem Ziel, automatisierten Fahrbetrieb der Stadtbahnen mit zunächst GoA 2 und anschließend GoA 4 einzuführen.

### Mögliche Reaktivierungen
Den Streckenabschnitten von Mühlburg nach Neureut und von Hochstetten nach Graben-Neudorf wurden in der vergleichenden Potenzialuntersuchung des Landes als 2 von 42 Strecken im November 2020 ein hohes Nachfragepotenzial bei einer Reaktivierung beschieden.
Für den Streckenabschnitt Mühlburg–Neureut wurden durch die Albtal-Verkehrs-Gesellschaft eine Machbarkeitsuntersuchung bautechnisch machbare Varianten für die Reaktivierung entwickelt. Aufgrund der Auslastung in Karlsruhe Hauptbahnhof und der vom Bundesministerium für Digitales und Verkehr ausstehenden Zugzahlenprognose 2040 konnte die Albtal-Verkehrs-Gesellschaft das im Rahmen der Studie erstellte Betriebskonzept nicht abschließend bewerten und das Projekt wurde bis zum Vorliegen der elementare Eingangsgrößen für die im nächsten Schritt zu erstellende Wirtschaftlichkeitsuntersuchung pausiert. Im Fall einer positiven Wirtschaftlichkeitsbetrachtung hält die Albtal-Verkehrs-Gesellschaft eine Realisierung binnen zehn Jahren für möglich.
Für den Streckenabschnitt Linkenheim-Hochstetten–Graben-Neudorf war im März 2025 die technische Machbarkeitsstudie zur Streckenreaktivierung in der Ausschreibungsphase durch die Albtal-Verkehrs-Gesellschaft. Mit ersten Ergebnissen rechnete die Albtal-Verkehrs-Gesellschaft frühestens in der zweiten Jahreshälfte 2026. Darauf aufbauend wurde ebenfalls eine Wirtschaftlichkeitsuntersuchung sowie darüber hinaus eine gesamthafte Betrachtung der beiden Abschnitte angekündigt. Zum Stand von September 2023 sah das Ministerium für Verkehr Baden-Württemberg in Graben-Neudorf eine Wendeschleife, aber keine Verknüpfung der Gleisinfrastruktur mit den durch den Bahnhof Graben-Neudorf führenden Strecken vor.

## Verkehr

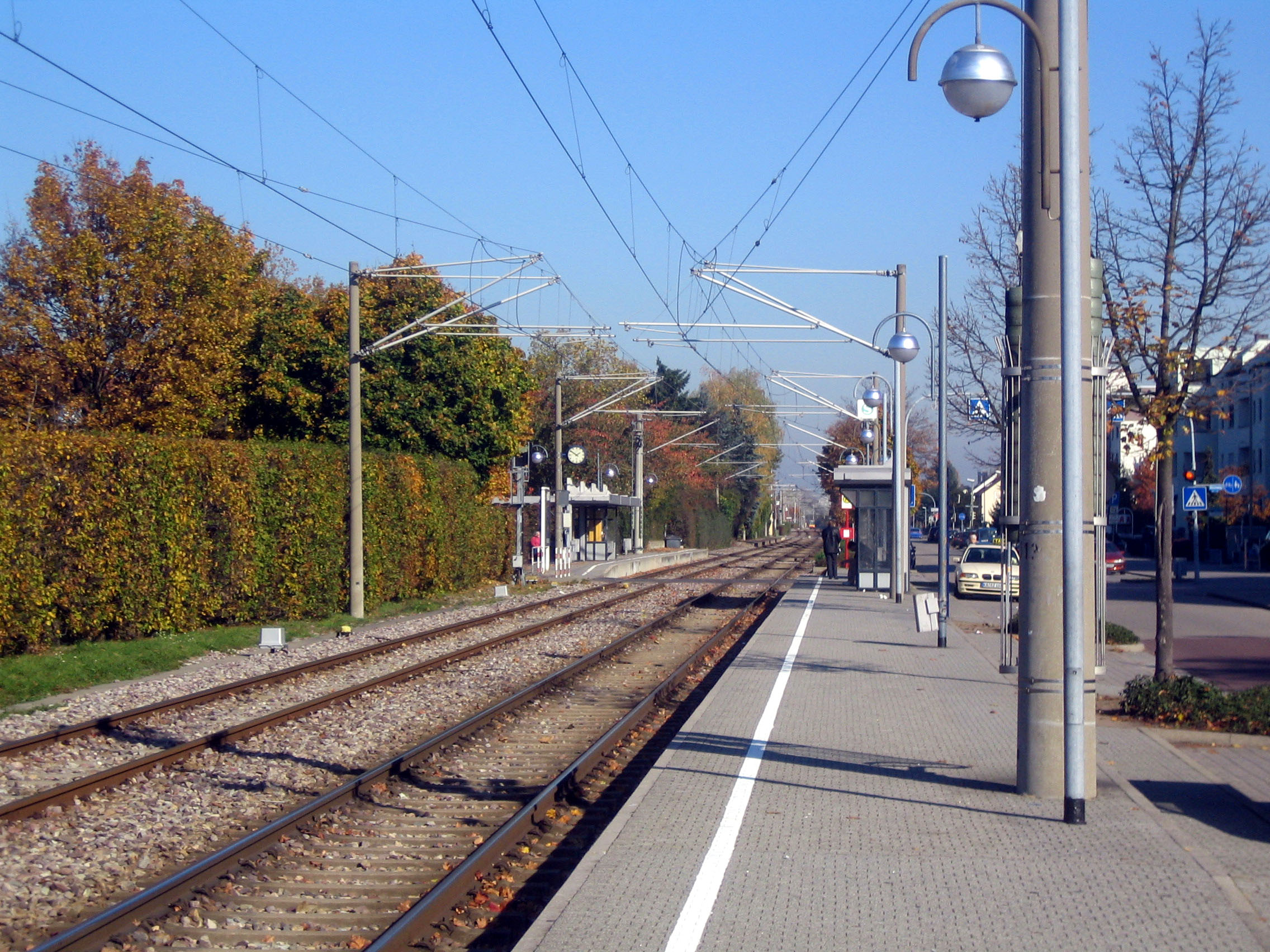
Haltepunkt „Neureut Bärenweg“ im Bahnhof Neureut

Die Hardtbahn ist in das Netz der Stadtbahn Karlsruhe integriert. Die Linien S1 und S11 fahren von Hochstetten aus über die Hardbahn in die Karlsruher Innenstadt und weiter auf der Albtalbahn in Richtung Ettlingen.
Zwischen Karlsruhe und Neureut ergibt sich bis etwa 21 Uhr ein Zehn-Minuten-Takt. Nach Hochstetten wird bis zu dieser Zeit mindestens ein 20-Minuten-Takt angeboten, daneben gibt es vereinzelt Züge, die in Leopoldshafen enden. Zum Einsatz kommen Gleichstrom-Stadtbahnwagen des Typs NET 2012 der Albtal-Verkehrs-Gesellschaft (AVG). Zweisystemfahrzeuge GT8-100C/2S waren auf der Hardtbahn nur in den Jahren 1991 und 1992 im Einsatz.
Alle Bahnsteige haben eine Höhe von 34 Zentimetern, was einen niveaugleichen Einstieg in die Stadtbahnwagen ermöglicht. Der Haltepunkt „Linkenheim Süd“ ist Bedarfshalt.